# U-1196
Unterseeboot 1196 foi um submarino alemão do Tipo VIIC, pertencente a Kriegsmarine que atuou durante a Segunda Guerra Mundial.

## Comandantes
| Comandante              | Data                                       |
| ----------------------- | ------------------------------------------ |
| Oblt. (R) Wilhelm Brand | 18 de novembro de 1943 - fevereiro de 1944 |
| Oblt. Rene Ballert      | fevereiro de 1944 - 3 de maio de 1945      |

## Subordinação
Durante o seu tempo de serviço, esteve subordinado às seguintes flotilhas:
| Período                                          | Flotilha                                      |
| ------------------------------------------------ | --------------------------------------------- |
| 18 de novembro de 1943 - 28 de fevereiro de 1945 | 21. Unterseebootsflottille (submarino escola) |
| 1 de março de 1945 - 3 de maio de 1945           | 31. Unterseebootsflottille (treinamento)      |